# Roman Herzog
Roman Herzog (n. 5 aprilie 1934, Landshut, Bavaria, Germania – d. 10 ianuarie 2017, Bad Mergentheim, Baden-Württemberg, Germania) a fost un jurist și om politic german, fost președinte al Germaniei (în perioada 1 iulie 1994–30 iunie 1999).

## Biografie
S-a născut într-o familie protestantă. Are studii juridice superioare și pentru un timp a lucrat în calitate de asistent la Universitatea din München. Din 1965 a fost profesor de drept de ștat și politică la Universitatea Liberă din Berlin.
Din anul 1970 Roman Herzog a fost membru al Uniunii Creștin-Democrate. Din 1978 până în 1983 a fost Președinte Federal al Grupului de Lucru Protestant din CDU și CSU. Pe parcursul acestei perioade (din 1979) a făcut parte din organele federale executive ale CDU. Din moment ce a fost ales președintele Germaniei, Herzog a demisionat din partid.
În 1973 a fost numit de prim-ministru al landului Renania-Palatinat Helmut Kohl în calitate de secretar de stat în guvernul landului delegat în guvernul federal. În această funcție, Herzog a fost în același timp și membru al Consiliului Federal.
Înainte de mandatul său prezidențial Roman Herzog a mai activat în calitate de ministru al Culturii (1978–1980) și ministru de Interne al landului Baden-Württemberg (1980-1983). În anul 1983 a fost numit judecător la Curtea Constituțională Federală a Germaniei, iar în 1987 a devenit președintele acestei instituții.
În calitate de președinte al Republicii Federale a fost cunoscut, printre altele, pentru discursul său de la Berlin în 1997, în care a îndemnat la avânt și la mai multă disponibilitate pentru reforme în societate și politică („durch Deutschland muss ein Ruck gehen“). În 1996 președintele Herzog a instituit pe 27 ianuarie Ziua de comemorare a victimelor național-socialismului. 
Începând din 1995 a fost membru de onoare al Academiei Române.